# Apteria aphylla
Apteria aphylla là một loài thực vật có hoa trong họ Burmanniaceae. Loài này được Thomas Nuttall mô tả lần đầu tiên năm 1822 dưới danh pháp Lobelia aphylla. Năm 1834, ông đổi danh pháp cho nó thành Apteria setacea, trở thành loài duy nhất trong chi mới Apteria. Năm 1903, John Hendley Barnhart trong John Kunkel Small hiệu chỉnh lại danh pháp thành Apteria aphylla.
Với tên gọi trong tiếng Anh "nodding-nixie", nó là loài bản địa khu vực miền nam Hoa Kỳ (từ đông Texas tới nam Gruzia), Mexico, Trung Mỹ, Tây Ấn và Nam Mỹ.